# Cbonds
Cbonds ist ein Datenanbieter und eine Nachrichtenagentur, die in Russland und der Ukraine tätig ist. Die Geschäftsbereiche umfassen die Entwicklung und Betreuung der Finanzinformationswebseiten „cbonds.ru“, „investfunds.ru“ und „preqveca.ru“, die Abhaltung von Konferenzen im Finanzbereich und den Betrieb des Verlagsgeschäfts „Cbonds Review“, welches Finanzzeitschriften und Investorenhandbücher auflegt.

## Geschichte
Die Firmengeschichte hat im Jahr 2000 mit der Gründung des ersten Informationsprojekts „www.cbonds.ru“ begonnen. Die Cbonds.ru OOO wurde im Juni 2001 registriert. Danach hat das Unternehmen die Geschäftsrahmen in die Ukraine und Kasachstan ausgeweitet und mehr Projekte gestartet.

## Projekte
Die Webseite „Cbonds.de“ umfasst festverzinsliche Wertpapiere auf entwickelten sowie Wachstumsmärkten. Das Projekt bietet eine große Anleihendatenbank, Nachrichten und Informationen zu den einzelnen Inhalten sowie Möglichkeit zur Recherche an.
„Loans.Cbonds“ ist eine Webseite zur Konsortialfinanzierung in Russland und der GUS. Die Webseite bietet umfassende Informationen zu Konsortialkrediten von Schuldnern aus Russland und der GUS. Die Datenbank enthält seit 2005 Statistiken und umfasst nicht nur Konsortialkredite, sondern auch Kredite supranationaler Institutionen, wie der EBWE und der IFC.
„Investfunds.ru“ ist ein Finanzportal, welches die Finanzmarktdaten und deren Bearbeitungsinstrumente für Privatanleger umfasst. Auf der Webseite werden von führenden Analysten Tagesprognosen zum russischen Finanzmarkt veröffentlicht und aufgrund deren persönliche Anlagestrategien erstellt. Die webseiteneigenen Analyseinstrumente ermöglichen es, Renditen zu bewerten.
Die Webseite „Preqveca“ behandelt außerbörsliches Eigen- und Risikokapital in Russland und der GUS. Die Datenbank enthält Informationen zu Private-Equity-Fonds, Geschäften, Vermögensverwaltern und Portfoliogesellschaften. Auf der Webseite werden Nachrichten zu neuen Fondsgründungen, den neuesten abgeschlossenen Deals und Ausstiegen aus Investitionen veröffentlicht.
Cbonds Review ist eine fachbezogene Zeitschrift im Bereich der Anleihenmärkte. Neben Anleihen behandelt die Zeitschrift auch eine weite Bandbreite relevanter Themen wie Makroökonomie, Devisenmärkte und anderer Finanzinstrumente.
Das Webseiten-Publikum setzt sich aus institutionellen Anlegern, Investmentbankern, Emittenten, Rechtsberatern, Beratungsunternehmen, Ratingagenturen und anderen Finanzmarktteilnehmern zusammen.

## Russischer Obligationen-Kongress
Der russische Obligationen-Kongress stellt die größte Konferenz zum Thema Anleihen und eines der wichtigsten Ereignisse auf dem Finanzmarkt Russlands dar. Seit 2003 treffen sich jedes Jahr Anfang Dezember über 600 Teilnehmer in Sankt Petersburg. Der Kongress wird auf Russisch und Englisch gehalten.

## Cbonds Indizes
Cbonds hat Werkzeuge entwickelt, die es ermöglichen, Gruppen von Obligationen-Indizes als auch Kurse und Renditeniveaus zu bewerten. Jede Index-Gruppe besteht aus Total-Return-Index, Preis-Index, Rendite-Index und Duration-Index.

### IFX-Cbonds
Interfax und Cbonds berechnen seit dem 3. Februar 2003 den IFX-Cbonds Unternehmensanleihen-Index, der bis zum 1. Januar 2009 RUX-Cbonds genannt wurde. IFX-Cbonds ist ein marktkapitalisierungsgewichteter Index der 30 liquidesten RUB-denominierten Anleihen, die von russischen Emittenten platziert und zum Handel an der Moskauer Börse zugelassen sind. Der Index wird vierteljährlich aktualisiert und basiert auf Kursen ausgewählter Wertpapiere im Haupthandelsmodus der Moskauer Börse.
IFX-Cbonds war der erste Indikator in Russland, der Renditen auf dem Unternehmensanleihemarkt bewertete.

### Cbonds-GBI
Cbonds-GBI ist der Staatsanleihenindex, der die Wertentwicklung der liquidesten russischen Staatsanleihen misst. Der Gesamtindex enthält im Oktober 2018 rund 20 Anleihen. Der Index wird auch in Sub-Indizes, wie folgt, nach Restlaufzeiten unterteilt: 1–3, 3–5, 5 Jahre. Die Indizes werden seit dem 1. Januar 2010 berechnet.

### Cbonds-Muni
Cbonds-Muni ist ein Kommunalanleihenindex, der basierend auf den liquidesten Kommunalanleihen Russlands berechnet wird. Die Anleihen müssen mindestens 10 Millionen Rubel Handelsvolumen im Quartal aufweisen können und nur die 20 Wertpapiere mit dem höchsten Nominalvolumen werden in den Index inkludiert. Der Index wird seit dem 1. März 2003 berechnet.

### Cbonds-CBI
Cbonds-CBI ist ein Unternehmensanleiheindex, den Cbonds selbstständig berechnet. Der Index wird in Sub-Indizes nach Rating-Kategorien und Restlaufzeiten unterteilt. Alle Indizes ohne 5-Jahres-Index werden seit dem 1. Januar 2011 berechnet. Der Cbonds-CBI RU 5Y Index wird seit dem 1. Juli 2017 berechnet.
Die Sub-Indizes nach Rating-Kategorien enthalten BBB/ruAA-, BB/ruBBB und B/ruB-Indizes. Als Ratingquellen werden nicht nur die Bewertungen internationaler Agenturen, wie Standard & Poor’s, Moody’s und Fitch, sondern auch der russischen Agenturen ACRA und Expert RA verwendet.
Die Sub-Indizes nach Restlaufzeiten werden nach folgenden Restlaufzeiten unterteilt: 1–3, 3–5, 5 Jahre.

### Euro-Cbonds
Euro-Cbonds ist eine Gruppe von Indizes, die verschiedene Segmente des Eurobondsmarktes decken. Jede Gruppe wird nach den folgenden Sub-Gruppen unterteilt: GUS Eurobonds, staatliche Eurobonds von Schwellenländern, Unternehmens-Eurobonds von Schwellenländern, Polen-Eurobonds, Türkei-Eurobonds und Brasilien-Eurobonds. Indizes zeigen Preis und Rendite von Anleihen auf den wichtigsten Wachstumsmärkten.

#### Euro-Cbonds GUS
Die Euro-Cbonds GUS Indizes werden nach diesen Sub-Indizes unterteilt:
- Euro-Cbonds Sovereign (Russia, Ukraine, GUS) – Staatsanleihenindizes für Russland, die Ukraine und GUS
- Euro-Cbonds IG Russia (Investment grade: Gesamtindex, RUB, EUR, 3Y) – Unternehmensanleihenindizes von russischen Emittenten
- Euro-Cbonds Russia BB+/Ba1 – wurde bis zum 1. Januar 2018 Euro-Cbonds IG Russia genannt
- Euro-Cbonds NIG Russia (Non-investment grade: Gesamtindex) – Unternehmensanleihenindizes von russischen Emittenten
- Euro-Cbonds Corporate (Ukraine, Kazakhstan) – Unternehmensanleihenindizes von ukrainischen und kasachischen Emittenten

#### Euro-Cbonds Sovereign
Emerging Markets Sovereign Indizes werden nach folgenden Sub-Indizes unterteilt:
- Euro-Cbonds Sovereign (EM, LatAm, Asia, Middle East, Eastern Europe, Africa, EM (BRL), EM (CNY)) – Staatsanleihenindizes für Eurobonds aus verschiedenen Regionen
- Euro-Cbonds IG Sovereign (Investment grade: EM, LatAm, Asia, Middle East, Eastern Europe, Africa, Eastern Europe (EUR))
- Euro-Cbonds NIG Sovereign (Non-investment grade: EM, LatAm, Asia, Middle East, Eastern Europe, Africa, Eastern Europe (EUR))

#### Euro-Cbonds Corporate
Emerging Markets Corporate Indizes werden nach folgenden Sub-Indizes unterteilt:
- Euro-Cbonds Corporate (EM, LatAm, Asia, Middle East, Eastern Europe, Africa, EM (BRL), EM (CNY)) – Unternehmensanleihenindizes für Eurobonds aus verschiedenen Regionen
- Euro-Cbonds IG Corporate (Investment grade: EM, LatAm, Asia, Middle East, Eastern Europe, Africa, Eastern Europe (EUR))
- Euro-Cbonds NIG Corporate (Non-investment grade: EM, LatAm, Asia, Middle East, Eastern Europe, Africa, Eastern Europe (EUR))

#### Euro-Cbonds Polen, Türkei und Brasilien
Euro-Cbonds Sovereign Poland Indizes werden in Euro und US-Dollar berechnet. Für Brasilien werden Euro-Cbonds Sovereign Brazil und Euro-Cbonds Corporate Brazil Indizes berechnet. Euro-Cbonds Sovereign Turkey wird in US-Dollar berechnet.